# سی ال-۸۹
کانادایر سی اِل-۸۹ (انگلیسی: Canadair CL-۸۹)یک هواپیمای بدون سرنشین (پهپاد) ساخت شرکت کاناداایر است که در دهه ۱۹۶۰ توسط کانادا، بریتانیا و آلمان غربی تولید شده‌است. توسعه یافتهٔ این پهپاد، پهپاد CL-289 می‌باشد.

## تاریخچه
در ۱۹۵۹ اولین فعالیت‌ها برای طراحی و ساخت سی اِل-۸۹ آغاز شد. هدف ساخت یک پهپاد مراقبت میانبرد بودکه نیاز کمادوهای میدان به یک سیستم جمع‌آوری اطلاعات را برطرف کند. امور طراحی در کانادا انجام شد و با مشارکت مالی بریتانیا در ۱۹۶۳ و پیوست آلمان غربی به برنامه در ۱۹۶۵ طرح به مرحله نهایی رسید. در ۱۹۶۹ تحویل پهپاد‌ها به انگلستان و آلمان غربی آغاز شد و اندکی بعد فرانسه و ایتالیا هم به جمع مشتریان آن پیوستند. ناتو آن را AN/USD-501 نامید.
سی اِل-۸۹های متعلق به انگلستان در جنگ خلیج فارس به کار گرفته شدند. پهپاد بزرگتر CL-289 با استفاده از تجربه حاصل از CL-89 ساخته شده‌است.

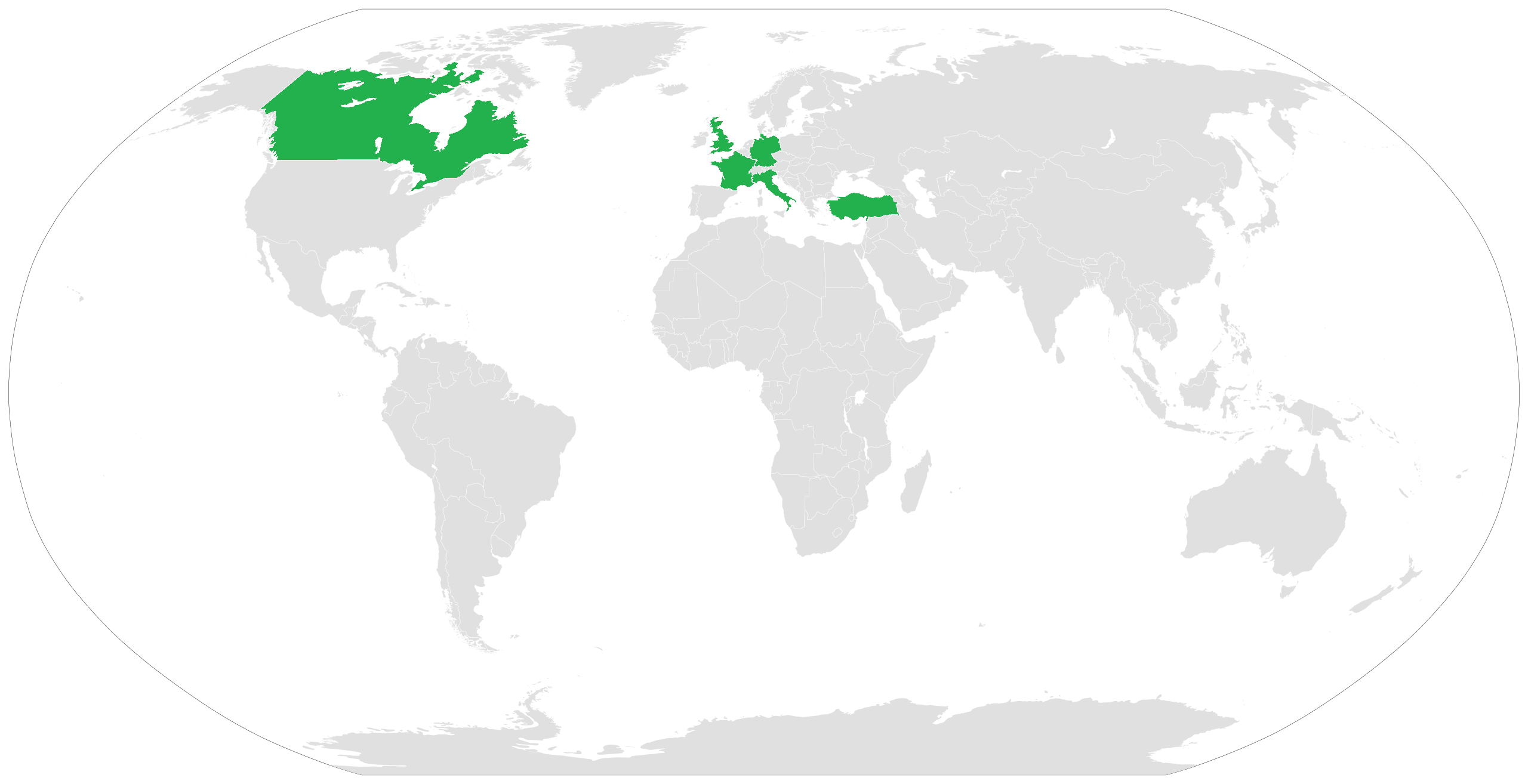
کشورهای استفاده کننده از سی اِل-۸۹ کانادا، ترکیه، انگلیس، فرانسه، ایتالیا، آلمان

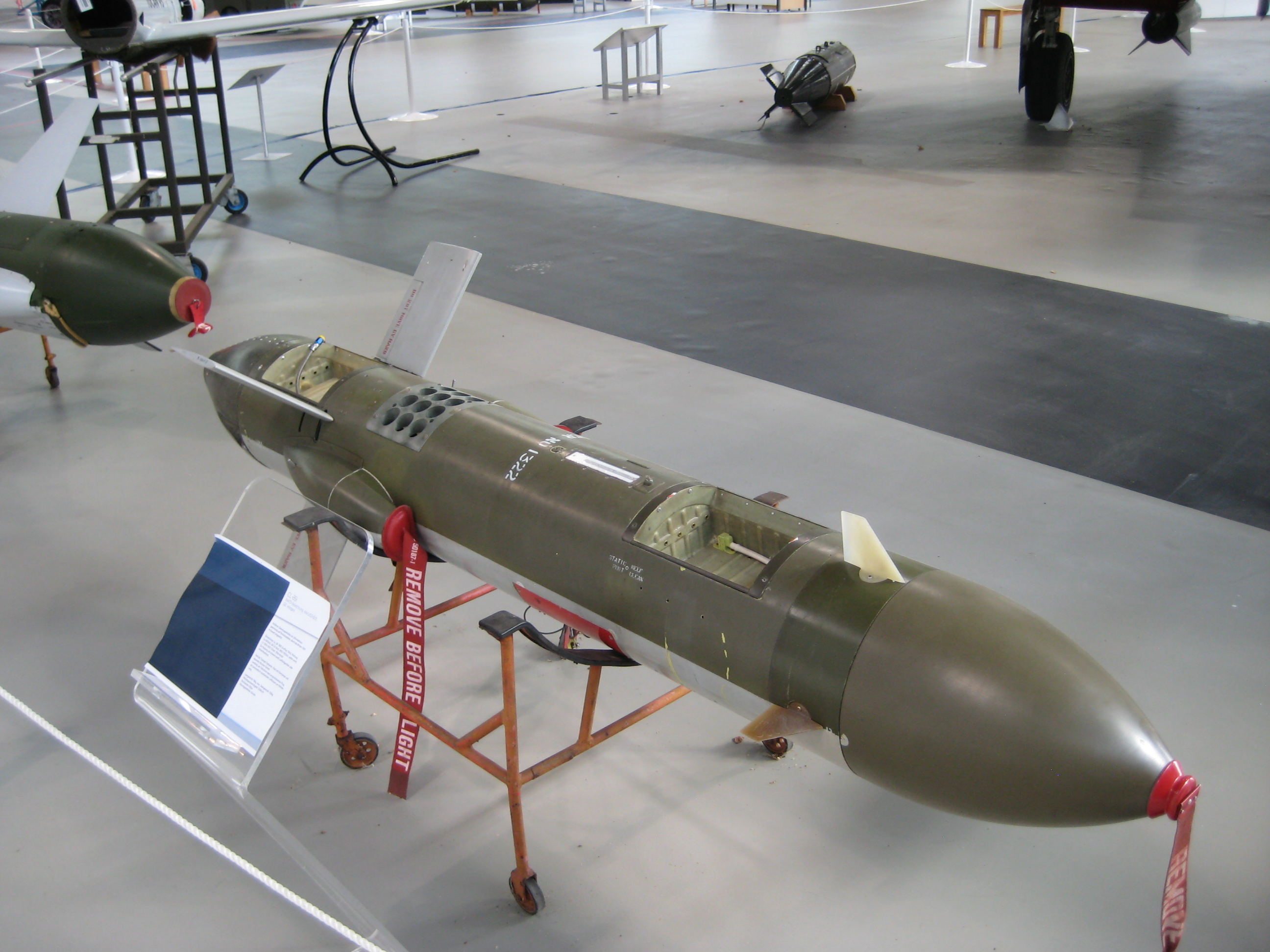
Cl-89

## مشخصات

### ویژگی‌های عمومی
طول: ۱۲ فوت ۲ در (۳٫۷۱ متر) (با تقویت کننده)
بال عقب: ۳ فوت ۱ در (۰٫۹۴ متر)
قطر: ۱ فوت ۱ در (۰٫۳۳ متر) (قطر بدن)
وزن خالی: ۱۷۲٫۴ پوند (۷۸ کیلوگرم)
حداکثر وزن فرود: ۳۴۳ پوند (۱۵۶ کیلوگرم) (با تقویت کننده)
نیروگاه: ۱ × ویلیامز بین‌المللی WR2-6 turbojet، 125 lbf (0.56 kN) محور
نیروگاه: ۱ × BAJ Vickers Wagtail تقویت کننده موشک، ۵،000 lbf (22 kN) محور

### کارایی
حداکثر سرعت: ۴۶۰ مایل در ساعت (۷۴۰ کیلومتر در ساعت و ۴۰۰ کیلوگرم)
محدوده: ۳۷ مایل (۳۲ کیلومتر و ۶۰ کیلومتر)
سقف سرویس: ۱۰٬۰۰۰ فوت (۳۰۰۰ متر)